# 시사카섬

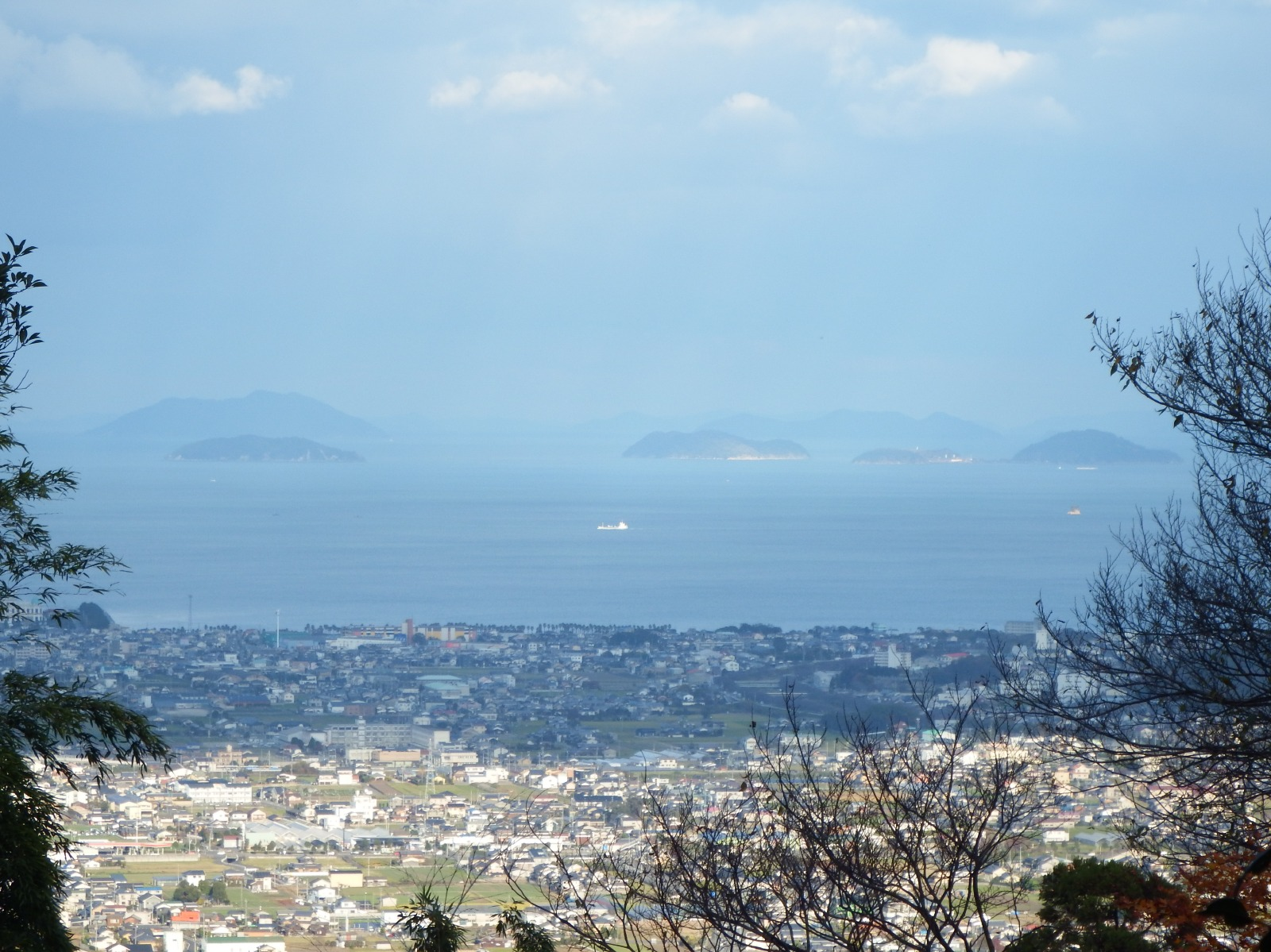

시사카섬(四阪島)은 일본 에히메현 이마바리시에 위치해 있는 섬이다. 이 섬에는 인구가 5,000명을 넘기기도 하였으나 현재는 공해 문제가 심각해져 주민들이 많이 떠나고 학교도 문을 닫았다. 1977년에는 스미토모금속광산 산화아연제조공장이 이 섬에 건설되었다. 24시간 가동하는 이 공장에는 수십명의 종업원이 있는데, 이들은 회사 전용선을 타고 섬으로 출퇴근한다. 섬 전체가 스미토모금속광산회사 소유이므로 허가를 받지 않은 일반인의 출입은 통제된다.